# Fonds Podiumkunsten
Der Fonds Podiumkunsten ist ein niederländischer Kulturfonds für Musik, Musiktheater, Tanz, Theater und Festivalveranstaltungen. Der Fonds wird mit jährlich 62 Millionen Euro aus dem Etat des Ministerie van Onderwijs, Cultuur en Wetenschap (Ministerium für Bildung, Kultur und Wissenschaft) gespeist. Es werden Künstler und Kunstprojekte der Musik und der darstellenden Kunst finanziell unterstützt und gefördert sowie auch Preise verliehen.

## Geschichte
Der Fonds Podiumkunsten existiert seit dem 1. November 2007. An diesem Tag vereinigten sich der Fonds voor de Scheppende Toonkunst (FST), der Fonds voor Podiumprogrammering en Marketing (FPPM) und der Fonds voor Amateurkunst en Podiumkunsten (FAPK).
Zunächst nutzte man den Namen „Nederlands Fonds voor de Podiumkunsten+“ (NFPK). Seit dem 1. Februar 2010 wurde er auf den heutigen Namen verkürzt.

## Aufgaben
Der Fonds Podiumkunsten strebt nach einer Stärkung des professionellen Bereichs der darstellenden Künste und möchte dabei so viele Menschen wie möglich ansprechen. Dies geschieht mit finanziellen Hilfen, internationalen Programmen, Preisvergaben und weiteren Aktivitäten. Jedoch müssen alle Unterstützung Beantragenden ihren Wohn- oder Betriebssitz in den Niederlanden haben. Das Angebot des Fonds ergänzt dasjenige der nationalen kulturellen Basisinfrastruktur (BIS) (siehe hierzu: Theatergesellschaften der Niederlande).

## Verwaltung
Ein Aufsichtsrat überwacht die Arbeit des Fonds. Am 1. Juli 2021 übernahm die ehemalige künstlerische Leiterin der Toneelgroep Amsterdam, Viktorien van Hulst, die Direktion des Fonds Podiumkunsten.

## Förderprogramme und Initiativen
Der Fonds vergibt nach festen Regeln Subventionen an Werke u. a. in den Kategorien Liedtext und Komposition, Bühnenproduktion und Festival, Internationalisierung und nötige Investitionen zum Schutz vor COVID-19-Ansteckung. Daneben stellt der Fond eigene Initiativen auf. So ist Fast Forward ein Programm, das sich auf die Entwicklung von Talenten in einem internationalen Kontext konzentriert. Auch wird eine Theaterbühne in der französischen Stadt Meudon zur Verfügung gestellt (siehe auch Theo van Doesburg).
Die meisten Subventionen können nur im Frühjahr beantragt werden, andere können ganzjährig angefragt werden. Feste Subventionen können auch für vier Jahre in Folge vergeben werden. In Zusammenhang mit den Umbauten und Ausfällen der COVID-10-Pandemie in den Jahren 2020 und 2021 wurden ebenfalls finanzielle Hilfen gewährt.

## Preisverleihungen
Der Fonds Podiumkunsten vergibt jährlich vier wichtige Preise an Dramatiker, Musiker und Komponisten.
- den Nederlandse Muziekprijs, die höchste niederländische Auszeichnung an junge Künstler der klassischen Musik
- den Matthijs Vermeulenprijs, der wichtigste Preis an zeitgenössische Komponisten, dotiert mit 20.000 Euro
- den Toneelschrijfprijs an Bühnenautoren. Die Verleihung geht auf die Initiative der Nederlandse Taalunie zurück, welche auch die Finanzierung des Preises übernimmt. Die Vergabe des Preises wird seit 2022 von dem Nederlands Letterenfonds (Niederländische Stiftung für Literatur), der flämischen Schwesterorganisation Vlaams Fonds voor de Letteren und dem Fonds Podiumkunsten verwaltet.
- den Boy Edgar Prijs, die wichtigste Auszeichnung für niederländische Jazzmusik, welche mit 25.000 Euro dotiert ist.